# Kypello Ellados 1953-1954
La Coppa di Grecia 1953-1954 è stata la 12ª edizione del torneo. La competizione è terminata il 23 maggio 1954. L'Olympiacos ha vinto il trofeo per la quinta volta, battendo in finale il Doxa Drama.

## Quarti di finale
| Squadra 1      | Risultato | Squadra 2          |
| -------------- | --------- | ------------------ |
| Panathīnaïkos  | 0 – 1     | Apollōn Smyrnīs    |
| Paniōnios      | 2 – 0     | Apollōn Kalamarias |
| Arīs Salonicco | 1 – 2     | Doxa Dramas        |
| Asteras Atene  | 0 – 4     | Olympiacos         |

## Semifinali
| Squadra 1   | Risultato    | Squadra 2       |
| ----------- | ------------ | --------------- |
| Olympiacos  | 1 – 1 (dts)  | Apollōn Smyrnīs |
| Doxa Dramas | 2 – 0 a tav. | Paniōnios       |

Rigiocata
| Squadra 1  | Risultato | Squadra 2       |
| ---------- | --------- | --------------- |
| Olympiacos | 1 – 0     | Apollōn Smyrnīs |

## Finale
| Arbitro: | Tzitzis |

|                        |           |  |
| Drosos 21’ Darivas 67’ | Marcatori |  |